# Stefan Winkle
Stefan Winkle (* 4. November 1911 in Munkács, Österreich-Ungarn; † 11. Dezember 2006 in Hamburg) war ein deutscher Mediziner und Mikrobiologe.

## Leben

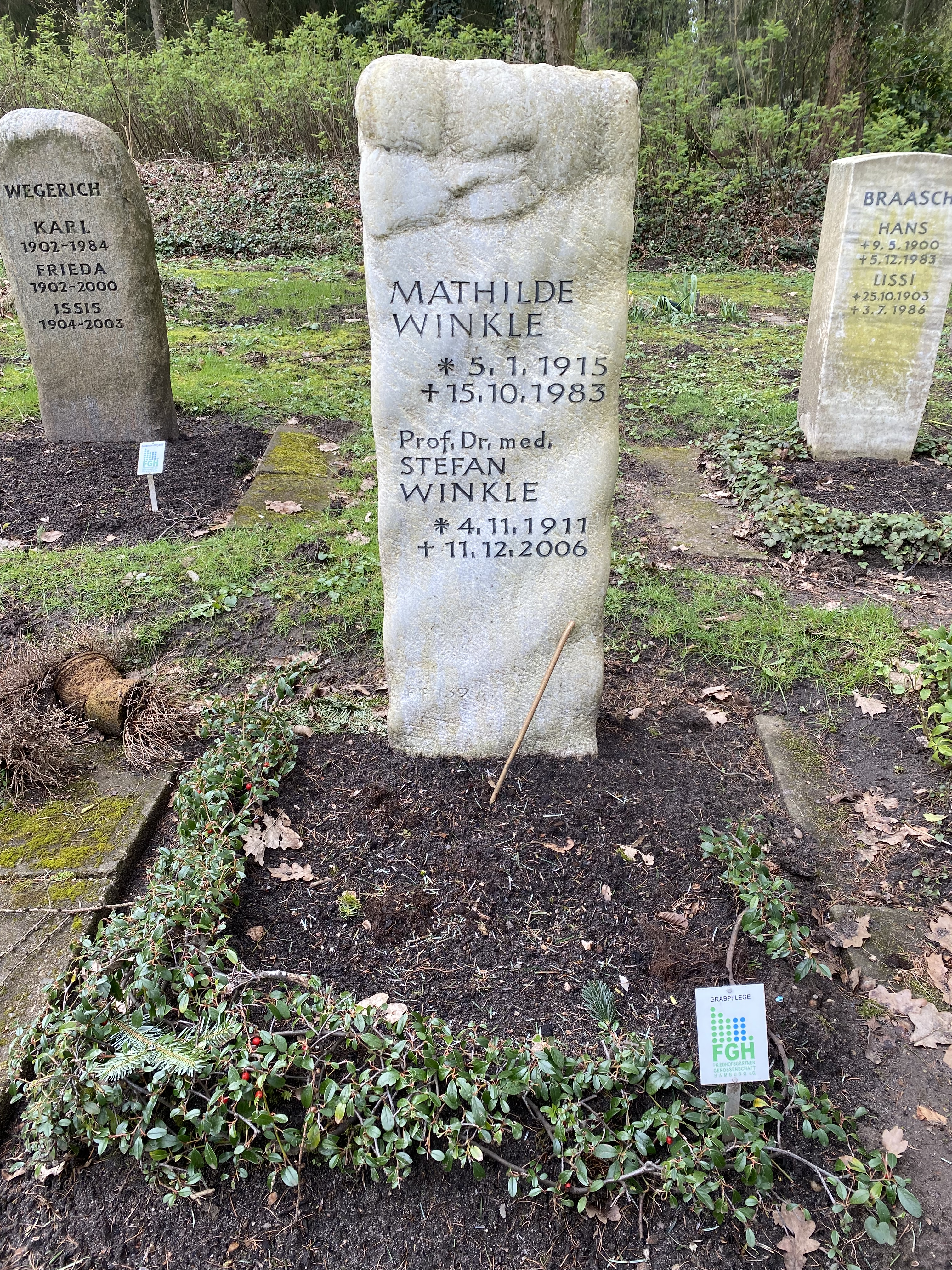
Grabstätte auf dem Waldfriedhof Volksdorf

Winkle arbeitete von 1940 bis 1945 als Seuchenhygieniker am Robert Koch-Institut in Berlin und am Zentralhygienischen Institut in Belgrad. Danach war er Professor für Hygiene und Bakteriologie an der Universität Jena. 1949 ging er in den Westen nach Hamburg. Hier war er Leiter des Hygienischen Instituts Hamburg sowie Professor an der Universität Hamburg. 1978 wurde er emeritiert.
Winkle verfasste 1947 das Standardwerk Mikrobiologische und serologische Diagnostik, das bis 1979 immer wieder neu aufgelegt wurde. Seine bekannteste Arbeit ist ein enzyklopädisches Werk über die Geschichte der Seuchen. In seiner Biographie von Johann Friedrich Struensee (1737–1772) stellte er dessen Wirken als Arzt in den Mittelpunkt.
Seine letzte Ruhestätte erhielt Stefan Winkle auf dem Hamburger Waldfriedhof Volksdorf.

## Veröffentlichungen (Auswahl)
- Mikrobiologische und serologische Diagnostik. G. Fischer, Jena 1947 (in erweiterter Auflage bis 1979, ISBN 3-437-10431-4).
- Johann Friedrich Struensee. Arzt, Aufklärer und Staatsmann. Fischer, Stuttgart 1983, ISBN 3-437-10845-X.
- Die heimlichen Spinozisten in Altona und der Spinozastreit. Verein für Hamburgische Geschichte, Hamburg 1988, ISBN 3-923356-21-8 (= Beiträge zur Geschichte Hamburgs, Band 34).
- Geißeln der Menschheit. Kulturgeschichte der Seuchen. Artemis & Winkler, Düsseldorf / Zürich 1997, ISBN 3-538-07049-0. 3., verbesserte und erweiterte Auflage. Artemis & Winkler, Düsseldorf / Zürich 2005, ISBN 3-538-07159-4 (Neudruck unter dem Titel Die Geschichte der Seuchen. Anaconda, Köln 2021, ISBN 978-3-7306-0963-7).[3]
- Chronologie und Konsequenzen der Hamburger Cholera von 1892. (Memento vom 23. Januar 2010 im Internet Archive) In: collasius.org, 2003, erstmalig gedruckt in Hamburger Ärzteblatt Hefte 12/1983 und 1/1981.